# Mariano Baldassare Medici
Mariano Baldassare Medici (ur. 8 września 1772 – zm. 1 października 1833) – włoski dominikanin, inkwizytor i biskup.
Pochodził z Bolonii i wstąpił do zakonu dominikanów. 29 czerwca 1795 przyjął święcenia kapłańskie. W grudniu 1824 objął urząd inkwizytora w Bolonii. 17 grudnia 1832 został mianowany biskupem diecezji Cervii. Sakrę biskupią przyjął w styczniu 1833, jednak godność biskupią sprawował zaledwie kilka miesięcy. Zmarł w wieku 61 lat.
Francuski podróżnik i pisarz Antoine Claude Pasquin w swej relacji z podróży do Bolonii podał, że Medici jako inkwizytor był łagodnym, uczonym i powszechnie szanowanym dominikaninem. Według niego, uważał on inkwizycję za zbędną instytucję i próbował w swoim czasie przekonać papieża Piusa VII, że nie ma potrzeby wznawiać jej działalności.